# Eczemotes transversefasciata
Eczemotes transversefasciata là một loài bọ cánh cứng trong họ Cerambycidae.